# Centralny cewnik żylny

Kaniula centralna

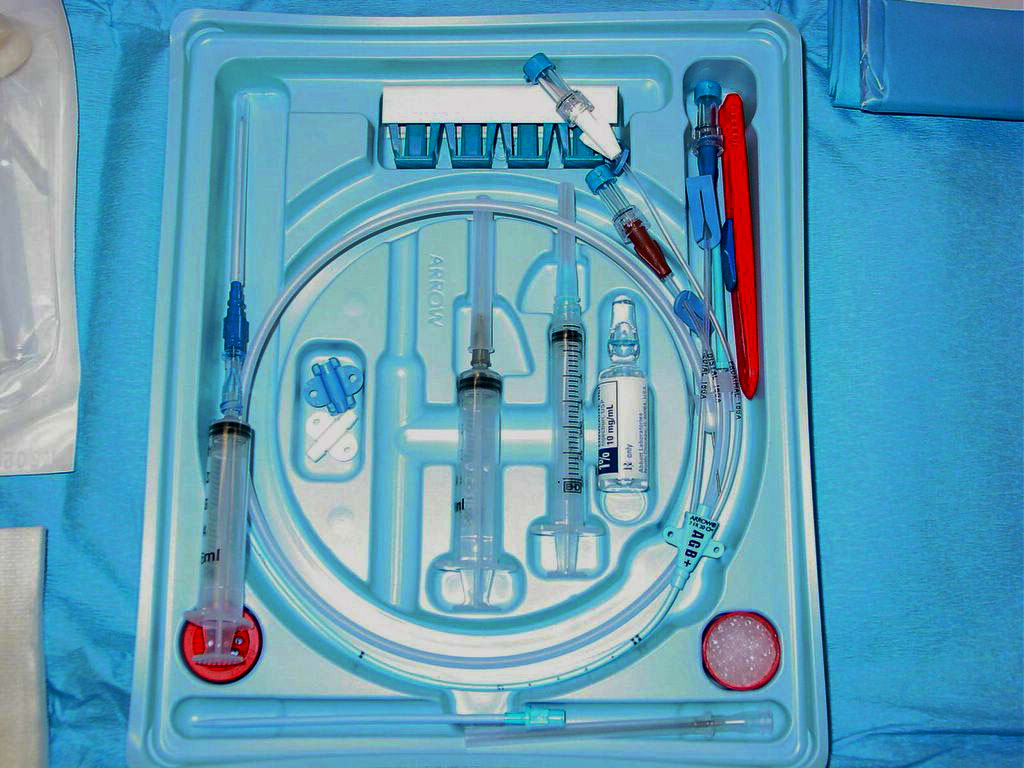
Zestaw do zakładania kaniuli centralnej

Kaniula centralna – cewnik wprowadzony przez naczynie krwionośne do dużej centralnej żyły. Najczęściej cewnik umieszczany jest w żyle głównej górnej z dostępu poprzez żyłę szyjną wewnętrzną albo żyłę podobojczykową. Możliwe jest też wprowadzenie cewnika do żyły głównej dolnej poprzez żyłę udową.
Możliwe jest też wprowadzenie cewnika do żyły głównej górnej poprzez bardziej obwodowe naczynie żylne, np.żyłę odpromieniową, żyłę odłokciową albo żyłę ramienną i nosi nazwę cewnik centralny wprowadzony obwodowo (peripherally inserted central catheter, PICC).
W odróżnieniu od zwykłego wenflonu, który wymaga usunięcia po kilku dniach, kaniula centralna może pozostawać w żyle kilka tygodni, a nawet miesięcy, co jest przydatne przy długotrwałej konieczności podawania płynów i leków dożylnych, zwykle na oddziałach intensywnej terapii, oddziałach hematologii lub oddziałach onkologii. Możliwe jest też pobieranie z kaniuli centralnej próbek krwi do badań.

## Wskazania do założenia kaniuli centralnej
Wskazania są następujące:
- brak możliwości kaniulacji żył obwodowych
- podawanie środków o osmolalności powyżej 700 mOsm/kg H2O
- podawanie środków obkurczających naczynia
- podawanie środków drażniących naczynia krwionośne (np. leki buforujące, cytostatyki)
- przewidywana długotrwała terapia dożylna
- konieczność agresywnej płynoterapii
- pomiar ośrodkowego ciśnienia żylnego
- pomiar parametrów hemodynamicznych poprzez cewnik Swana-Ganza – jako śluza naczyniowa
- konieczność stymulacji serca elektrodą endokawitarną – jako śluza naczyniowa
- jako dostęp naczyniowy w zabiegach dializy, plazmaferezy, separacji komórek krwiotwórczych
- wstrząs hipowolemiczny
- wstrząs kardiogenny
- stan po reanimacji
- bezpieczny dostęp do żyły czczej górnej dla pełnego żywienia pozajelitowego

## Powikłania w trakcie zakładania kaniuli centralnej
- powstanie odmy opłucnowej
- powstanie odmy podskórnej
- pojawienie się płynu w jamie opłucnowej
- zator powietrzny
- nakłucie tętnicy
- krwiak
- krwotok (zwłaszcza u pacjentów z zaburzeniami układu krzepnięcia)
- nakłucie przewodu piersiowego
- uszkodzenie nerwu lub splotu nerwowego w pobliżu miejsca zakładania wkłucia
- uszkodzenie ściany naczynia (np. rozwarstwienie)
- uszkodzenie ściany serca
- tamponada serca
- zaburzenia rytmu serca
- nieprawidłowe umiejscowienie kaniuli

## Powikłania w trakcie utrzymywania kaniuli centralnej
- zakażenie skóry w okolicy wprowadzenia kaniuli (cewnika)
- zakrzepica w żyle centralnej
- kolonizacja bakteryjna cewnika wewnątrz naczynia z możliwym rozwojem infekcji ogólnoustrojowej
- zator powietrzny
- zainfekowanie zewnętrznej części cewnika